# Bernreuth (Wüstung)

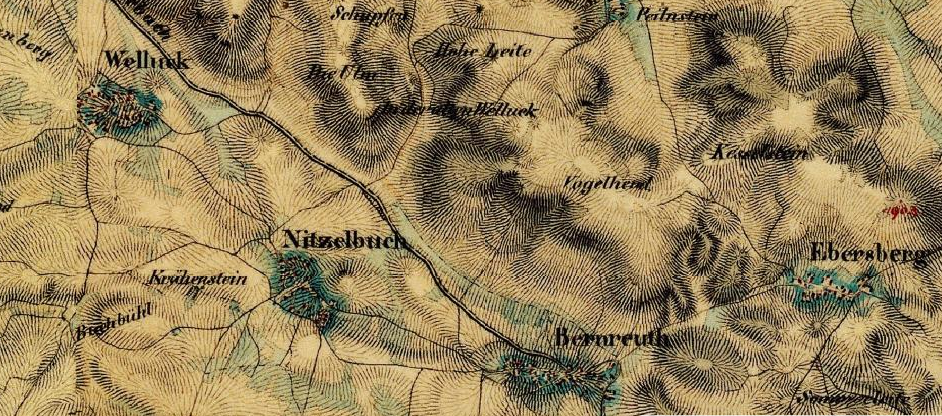
Bernreuth, Nitzelbuch und Ebersberg auf dem Urkataster von Bayern

Bernreuth ist ein abgegangenes Dorf, das sich als Wüstung im Truppenübungsplatz Grafenwöhr  von Bayern befindet. Bernreuth lag in der Gemeinde Ebersberg ca. 3,4 km südöstlich von Auerbach in der Oberpfalz und 1 km südwestlich des Gemeindehauptorts Ebersberg. Die Reste von Bernreuth werden als Bodendenkmal der Gemeinde Grafenwöhr unter der Aktennummer D-3-6336-0030 als „untertägige mittelalterliche und frühneuzeitliche Befunde in der Wüstung ‚Bernreuth‘“ erwähnt.

## Geschichte
Der Name Bernreuth weist auf einen Rodungsort im Nordgau hin, der vermutlich durch einen  Beringar oder Bernger geschaffen wurde. Unter Kaiser Heinrich II. kam auch das Gebiet von Bernreuth 1007 an das Bistum Bamberg und wurde ein Bamberger Lehen. Bernreuth wurde 1119 an das neugegründete Kloster Michelfeld übergeben; in der Urkunde vom 6. Mai 1119 wird Perhartsruit als Stiftungsgut genannt und ein Hartwic de Bernruit ist unter den Unterzeichnern der Stiftungsurkunde. 1144 wurde Auerbach (Vrbach) zu einer Pfarre erhoben und Pernhartesruit wird, nachdem es 25 Jahre pfarrlich von dem Kloster Michelfeld betreut worden war, nach Auerbach eingepfarrt.
Um 1180 wird hier ein Pernardus de Bernhardesrut genannt, 1327 werden Bertholdus de Pernreuth et filius Leuplini in einer Urkunde des Klosters Michelfeld erwähnt, die zwischen 1319 und 1327 einzelne Bernreuther Höfe an die Familie Stromer, Bürger und Hammerherren von Auerbach, verkaufen. Um 1539 kamen die Höfe dann in den Besitz der Familie Weißmann in Auerbach. Diese verkauften ihre Besitz- und Herrschaftsrechte zu Bernreuth erst um 1792; teilweise gingen diese an den kurfürstlichen Gerichtsschreiber Herrn von Miller und teils an einen vermögenden Bauern in Hagenohe. Im Zuge des Dreißigjährigen Krieges wurde auch Bernreuth durch Kriegs- und Hungersnöte (1637) sowie die Pest (1634) bedrängt.
Bis vor 1936 gehörte Bernreuth zusammen mit Beilenstein, Dornbach und Pinzig zur politischen Gemeinde Ebersberg. Wegen der beschlossenen Erweiterung des Truppenübungsplatzes Grafenwöhr ordnete das Reichskriegsministerium mit Erlass vom 28. Februar 1936 den Erwerb von Bernreuth an, es wurden zwischen 1936 und 1938 Ablöseverträge zwischen den Einwohnern und der Reichsumsiedlungsgesellschaft geschlossen und die Bewohner mussten abwandern. Die Gebäude des alten Dorfes wurden jedoch nicht gleich nach dem Wegzug der ehemaligen Eigentümer abgerissen. Sie  dienten zunächst noch einige Jahre als Verwaltungsgebäude für das hier errichtete Militärlager oder wurden später von Vertriebenen bewohnt.
Nördlich des ehemaligen Dorfes Bernreuth wurde im Jahre 1937 ein Arbeiterlager errichtet. In den Baracken dieses Lagers wurden während des Zweiten Weltkrieges Soldaten der übenden Truppen untergebracht und versorgt. Zeitweise war hier auch ein Lager für Kriegsgefangene, und zwar 1941/42 für überwiegend sowjetische Zwangsarbeiter und 1945/46 für deutsche Soldaten, vor allem SS-Angehörige. Nach dem Kriegsende nutzen amerikanische Nachschubeinheiten die Baracken als Unterkunft. In der zweiten Hälfte des Jahres 1945 zogen diese aber wieder ab und das ehemalige Arbeiterlager Bernreuth stand zunächst leer. 1945 übernahm die Hilfsorganisation UNRRA (United Nations Relief and Rehabilitation Administration) das Lager. Zuerst wurde von hier aus die Repatriierung sogenannter Displaced Persons (vorwiegend Weißrussen, Ukrainer, Polen, Letten und andere Osteuropäer) organisiert. Ab Mitte 1947 stand das ehemalige Arbeiterlager Bernreuth wieder leer. Nun trafen hier Heimatvertriebene insbesondere aus Schlesien und dem Sudetenland ein. Offiziell gestatteten die Amerikaner erst am 2. Dezember 1947 die Nutzung des Lagers als Flüchtlingsunterkunft. Die hier untergebrachten Personen (1950 lebten hier 256 Frauen, 197 Männer und 411 Kinder) entwickelten in der „Bernreuth-Siedlung“ eine lebenswerte Infrastruktur (Kolonialwarengeschäft, Metzgerei mit Gastwirtschaft, Gaststätte „Zur Neuen Heimat“, Bäckerei, Leihbücherei); Mitte 1949 wurde ein „Notausschuss“ im Sinne einer politischen Ortsvertretung gebildet, um die Interessen der Lagerbewohner vertreten zu können. Die neuen Einwohner waren auch kulturell aktiv (Organisation eines Volksfests, von Nikolausfeiern und Weihnachtsbescherungen, Sportverein Bernreuth). Das Leben war aber auch nicht ungefährlich, denn durch die im Truppenübungsplatz Grafenwöhr übende amerikanische Armee kam es immer wieder zu Fehlschüssen oder Querschlägern, auch mit Todesfolgen. Am 5. August 1953 stellte die amerikanische Besatzungsmacht an die Bayerische Staatskanzlei den Antrag, den Truppenübungsplatz um 46,574 ha nach Westen zu erweitern; Bernreuth lag innerhalb dieser Fläche. Am 9. Dezember 1953 stimmte die bayerische Staatsregierung dem Antrag über die Beschlagnahme Bernreuths zu, da sie keine Möglichkeit sah, die ständige Bedrohung von der betroffenen Bevölkerung abzuwenden. 1955 wurden die ersten Baracken des ehemaligen Lagers abgerissen. Bis 1960 waren alle Gebäude und auch die zwei Kapellen von Bernreuth bis auf wenige Ruinen vom Erdboden verschwunden.
Im Jahr 1957 wurden in den verbliebenen Ruinen des alten Dorfes Bernreuth sowie anderer aufgegebener Ortschaften einige Filmszenen für den amerikanischen Spielfilm A Time to Love and a Time to Die gedreht, der auf dem gleichnamigen Buch von Erich Maria Remarque beruht.
Ein neues Bernreuth ist als ein im Südosten von Auerbach gelegener Ortsteil zumindest dem Namen nach wieder entstanden. Ein Teil der dortigen Gebäude wurde ab 1938 von den Einwohnern des alten Bernreuth und von Vertriebenen errichtet.